# Cereoides
Cereoides is een geslacht van hooiwagens uit de familie Assamiidae.
De wetenschappelijke naam Cereoides is voor het eerst geldig gepubliceerd door Roewer in 1935. 

## Soorten
Cereoides is monotypisch en omvat slechts de volgende soort:
- Cereoides nebulosus